# 奧萊內市鎮
奧萊內市鎮是拉脫維亞的市镇，設立於2009年，位於該國中部，行政中心为奧萊內。市镇面積为298.54平方公里，人口数量为19,705人（2021年）。